# Under a Texas Moon
Under a Texas Moon é um filme musical e faroeste norte-americano de 1930, dirigido por Michael Curtiz, baseado no romance Two-Gun Man, lançado em 1929 pelo escritor e romancista Stewart Edward White.

## Elenco
- Frank Fay ... Don Carlos
- Raquel Torres ... Raquella
- Myrna Loy ... Lolita Romero
- Armida Vendrell ... Dolores
- Noah Beery ... Jed Parker
- George E. Stone ... Pedro
- George Cooper ... Philipe
- Charles Sellon ... José Romero
- Jack Curtis ... Buck Johnson
- Sam Appel ... Pancho Gonzalez
- Tully Marshall ... Gus Aldrich
- Mona Maris ... Lolita Roberto
- Francisco Marán ... Antonio